# Angela Đelmiš
Angela Đelmiš (in serbo Aнгелa Ђелмиш?; Subotica, 5 novembre 1975) è un'ex cestista serba con cittadinanza ungherese, fino al 2002 jugoslava.

## Carriera
Con la Jugoslavia ha disputato due edizioni dei Campionati europei (1999, 2001).